# Liu Yuxiang
Liu Yuxiang (chiń. upr. 刘玉香; chiń. trad. 劉玉香; pinyin Liú Yùxiāng, ur. 11 października 1975 w prowincji Hunan) – chińska judoczka. Dwukrotna olimpijka. Brązowa medalistka z Sydney 2000 i odpadła w eliminacjach w Atenach 2004. Walczyła w kategorii 52-57 kg.
Brązowa medalistka mistrzostw świata w 2001 i piąta w 1999. Mistrzyni Azji w 2004 i trzecia w 1999. Trzecia na akademickich MŚ w 1996 roku.

## Letnie Igrzyska Olimpijskie 2000
| Konkurencja | Walki                     | Walki                             | Walki                   | Walki                       | Klas. końcowa |
| Konkurencja | 1/8                       | 1/4                               | 1/2                     | o 3 miejsce                 | Miejsce       |
| ----------- | ------------------------- | --------------------------------- | ----------------------- | --------------------------- | ------------- |
| 52 kg       | Ioana Dinea-Aluaș (ROM) W | Lourembam Brojeshori Devi (IND) W | Noriko Narazaki (JPN) P | Deborah Gravenstijn (NED) W | III           |

## Letnie Igrzyska Olimpijskie 2004
| Konkurencja | Walki                | Walki                      | Klas. końcowa |
| Konkurencja | 1/16                 | 1/8                        | Miejsce       |
| ----------- | -------------------- | -------------------------- | ------------- |
| 57 kg       | Lila Latrous (ALG) W | Danielle Zangrando (BRA) P | druga runda   |